# Пайн-Лейк (тауншип, округ Оттер-Тейл, Миннесота)
Пайн-Лейк (англ. Pine Lake) — тауншип в округе Оттер-Тейл, Миннесота, США. На 2000 год его население составило 656 человек.

## География
По данным Бюро переписи населения США площадь тауншипа составляет 92,6 км², из которых 75,5 км² занимает суша, а 17,0 км² — вода (18,38 %).

## Демография
По данным переписи населения 2000 года здесь находились 656 человек, 252 домохозяйства и 187 семей.  Плотность населения —  8,7 чел./км².  На территории тауншипа расположено 563 постройки со средней плотностью 7,5 построек на один квадратный километр. Расовый состав населения: 99,39 % белых, 0,15 % азиатов и 0,46 % приходится на две или более других рас.
Из 252 домохозяйств в 32,9 % воспитывались дети до 18 лет, в 65,1 % проживали супружеские пары, в 4,8 % проживали незамужние женщины и в 25,4 % домохозяйств проживали несемейные люди. 20,2 % домохозяйств состояли из одного человека, при том 8,7 % из — одиноких пожилых людей старше 65 лет. Средний размер домохозяйства — 2,58, а семьи — 2,99 человека.
26,4 % населения — младше 18 лет, 6,3 % — в возрасте от 18 до 24 лет, 24,7 % — от 25 до 44, 29,0 % — от 45 до 64, и 13,7 % — старше 65 лет. Средний возраст — 41 год. На каждые 100 женщин приходилось 104,4 мужчин.  На каждые 100 женщин старше 18 приходилось 104,7 мужчин.
Средний годовой доход домохозяйства составлял 43 056 долларов, а средний годовой доход семьи —  50 938 долларов. Средний доход мужчин —  34 063  доллара, в то время как у женщин — 22 875. Доход на душу населения составил 19 878 долларов. За чертой бедности находились 3,1 % семей и 6,8 % всего населения тауншипа, из которых 9,0 % младше 18 и 10,8 % старше 65 лет.